# 류위샹
류위샹(중국어 간체자: 刘玉香, 정체자: 劉玉香, 병음: Liú Yùxiāng, 한자음: 유옥향, 1975년 10월 11일~)은 중화인민공화국의 유도 선수이다. 2000년 하계 올림픽 여자 하프라이트급에서 동메달을 획득했으며 세계 선수권 대회에서 동메달 1개를 획득했다.